# リクエストマンデー
リクエストマンデーは、IBC岩手放送のラジオ番組。

## 概要
新旧ノンジャンルのリクエスト曲を毎週フルコーラスで放送する生放送番組で、『リクマン』の愛称で親しまれている。毎週多数のリクエストが寄せられ、採用されるまでの競争倍率はかなり高い。
リクエストを受けた曲は原則としてフルコーラスで放送される。同じアーティストの楽曲は原則として1曲のみかけるようにしており、別々の曲にリクエストがあった場合は、リクエストのメッセージをすべて紹介して、その中からOAする曲を1曲紹介する。CDの音飛びや選曲の間違えなどがあった場合は曲を途中で止めて再度かけ直す。
番組間のコマーシャルも少なく、パーソナリティはオープニングのフリートーク以外はほぼ楽曲やリクエストの紹介に徹するので、1回の放送(120分)で20曲以上の楽曲をフルコーラスでOAしている。
スタート当初の放送時間は毎週月曜 20:30 - 21:50。その後幾度かの放送時間の変動を経て、2006年4月から通年で毎週月曜 20:00 - 22:00に固定されている。
2009年7月5日から土曜日と日曜日に『リクマンPart.2』『リクマンPart.3』と題し、本放送で紹介しきれなかったリクエスト曲を流すミニ番組を開始したが、現在は終了している。
なお、2016年12月より、盛岡FM中継局、二戸FM中継局、radikoではステレオで放送されている。

## 放送時間

### 現在
- 月曜 20:00 - 22:00 （2006年4月から固定）

### 過去
- 月曜 20:30 - 21:50 （1997年10月 - 1998年3月）
- 月曜 20:00 - 22:00 （1998年4月 - 2001年3月）
- 月曜 21:00 - 22:30 （2001年4月 - 2001年9月）
  - ※2001年度のIBCラジオ ゴールデンナイターは月曜枠も設定されていた（19:10から）ため、本番組は21:00以降ナイター中継終了次第のスタートだった[1]。
- 月曜 19:00 - 21:30 （2001年10月 - 2004年3月・ナイターオフ期）
- 月曜 19:10 - 21:40 （2002年4月 - 2003年9月・ナイターシーズン中）
- 月曜 19:10 - 21:00 （2004年4月 - 2005年9月・ナイターシーズン中）
- 月曜 19:00 - 21:00 （2004年10月 - 2006年3月・ナイターオフ期）

## パーソナリティ
- 奥村奈穂美（2023年10月 - ）

### 過去のパーソナリティ
- 菊池幸見（ - 2004年9月）
- 前田正二（IBCアナウンス学院副学院長・元IBCアナ、2006年4月 - 2009年3月）
- 村松文代（2010年4月 - 2012年3月、2012年10月 - 2014年3月）
  - 村松はレギュラー降板後もパーソナリティ担当が休暇をとった際の代打として出演することがある。
- 加藤久智（2004年10月 - 2006年3月、2009年4月 - 2010年3月、2014年4月 - 2019年3月）
  - 上記期間のパーソナリティの他に、村松の2度目の担当時はディレクターを務めていた。
  - 2014年10月からはオープニングにボブ・ディランの「ライク・ア・ローリング・ストーン」を使用していた。
- 照井健（2012年4月 - 9月、2019年4月 - 2020年12月）
  - 2019年4月からの担当時のオープニングにはシルヴィ・ヴァルタンの「あなたのとりこ(Irrésistiblement)」を使用していた。
  - 2021年1月をもってIBCを退社することに伴い、2020年12月28日の放送をもって降板。12月28日放送の最後に自らのリクエストでルイ・アームストロングの「この素晴らしき世界」を放送した。
- 甲斐谷望（2021年1月 - 2023年9月）
  - 2020年12月28日の照井担当の最終回にも出演してリクエスト紹介を行っている。
  - 担当時のオープニングにはフォー・トップスの「I Can't Help Myself (Sugar Pie, Honey Bunch)」を使用していた。

## エピソード
2017年9月11日の放送でテレサ・テンの『つぐない』をかけた際に、当時パーソナリティーだった加藤が曲紹介をした後にスタジオのカフスイッチを下げ忘れてしまい、加藤がマイクの前で曲にのりながら口笛を吹いたり歌っている模様が1分ほど放送に乗ってしまう。
それに気づいた加藤は慌てて曲を止めてコマーシャルを挟んだ後、再度同じ曲をかけ直した。
この模様は2017年12月17日にTBSラジオで放送されたTBSラジオ珍プレー好プレー大賞にノミネートされ、大賞を受賞した。
翌18日の当番組の冒頭でその事に触れ、当日の1曲目は大賞の受賞を受け大量にリクエストが来たテレサ・テンの『つぐない』をかけている(もちろん、カフスイッチを下げていたため加藤が歌う様子は放送にはのっていない)。